# Amphiura kandai
Amphiura kandai är en ormstjärneart som beskrevs av Kato 1947?. Amphiura kandai ingår i släktet Amphiura och familjen trådormstjärnor. Inga underarter finns listade i Catalogue of Life.